# Maniac (2012)
Maniac (bra: Maníaco) é um filme de terror psicológico coproduzido pela França e Estados Unidos e dirigido por Franck Khalfoun.[carece de fontes?] Lançado em 2012, foi protagonizado por Elijah Wood e Nora Arnezeder